# Living Doll (The Twilight Zone)
"Living Doll" is een aflevering van de Amerikaanse televisieserie The Twilight Zone. Het scenario werd geschreven door Jerry Sohl, die als ghostwriter werkte voor Charles Beaumont.

## Plot

### Opening
In de opening stelt Rod Serling de kijker voor aan Talky Tina, een pratende pop die Anabelle zojuist heeft gekocht voor haar dochter. Hij vertelt de kijker ook dat Anabelle’s echtgenoot, Erich, ongetwijfeld tegen het feit is dat zijn dochter de pop heeft gekregen. Maar zonder Talky Tina zou hij nooit in de Twilight Zone zijn beland.

### Verhaal
Het is de verjaardag van Christie. Van haar moeder, Anabelle, heeft ze de pratende pop Talky Tina gekregen. Anabelle weet dat haar man, Erich, hier tegen is, dus adviseert ze Christie de pop direct naar haar kamer te brengen. Helaas voor de twee ziet Erich het toch en zegt op kwade toon dat Christie niet nog een pop nodig heeft. Wanneer Erich met Anabelle in discussie gaat over de pop, komt de kijker erachter dat Christie niet hun echte kind is. Volgens Erich heeft Anabelle Talky Tina enkel gekocht om Erich eraan te herinneren dat hij en Anabelle zelf geen kinderen kunnen krijgen.
Christie is helemaal weg van Talky Tina, maar Erich ergert zich mateloos aan de pop. Hij is ervan overtuigd dat er iets niet klopt aan Talky Tina. Want terwijl de pop in het bijzijn van anderen normale dingen zegt, wordt ze tegenover Erich steeds brutaler. Op een gegeven moment dreigt ze zelfs dat hij nog spijt gaat krijgen van zijn gedrag. Erich vermoedt dat Anabelle en Christie hierachter zitten om hem een lesje te leren en hij gooit de pop bij het afval. Even later krijgt hij een telefoontje, en hoort aan de andere kant van de lijn Talky Tina’s stem die dreigt Erich te gaan vermoorden.
Erich controleert de afvalbak, maar Tina is weg. Hij vindt de pop terug in het bed van Christie en gooit haar weer in de afvalbak. Dit is voor Anabelle de druppel. Ze zegt dat Erich nodig een psychiater moet bezoeken.
Die avond, wanneer Erich de trap afloopt, struikelt hij over Tina en valt naar beneden. Hij overleeft de val niet.

### Slot
In zijn slotdialoog wijst Rod Serling de kijker erop dat in werkelijkheid poppen natuurlijk niet leven en zeker geen moord plegen. Maar voor een kind in een situatie als Christie kan een pop veel meer worden dan een stuk speelgoed. Vooral een pop als Talky Tina, die wel een moord pleegde.

## Rolverdeling
- Telly Savalas: Erich Streator
- Mary LaRoche: Annabelle Streator
- Tracy Stratford: Christie Streator
- June Foray: Talky Tina (stem)

## Achtergrond
- Voor de Talky Tina-pop werd een pop genaamd Brikette gebruikt, gemaakt door de Vogue doll company. De inspiratie voor Tina kwam van Chatty Cathy, een pratende pop gemaakt door Mattel.
- Deze aflevering werd vele malen geparodieerd, waaronder in The Simpsons in de aflevering Treehouse Of Horror III. Hierin koopt Bart een pop van Krusty, die al snel moordneigingen ontwikkeld tegen Homer.